# Campionati mondiali di nuoto
I campionati mondiali di nuoto (in inglese World Aquatics Championships) sono una competizione sportiva internazionale a cadenza biennale organizzata dalla World Aquatics, la federazione internazionale che regola gli sport acquatici.
Sono una manifestazione multisportiva in cui si assegnano i titoli mondiali delle diverse discipline sotto l'egida della World Aquatics: nuoto, nuoto di fondo, tuffi, nuoto artistico e pallanuoto. Le competizioni di nuoto si svolgono in vasca lunga.

## Storia
Il primo campionato mondiale di nuoto si è tenuto nel 1973 a Belgrado, nell'allora Jugoslavia. Prima di allora l'unico evento a rilevanza mondiale per gli sport acquatici erano i Giochi olimpici. La cadenza della manifestazione è stata variabile fino al 2001, dopo il quale è diventata biennale e si svolge negli anni dispari.
La nazione che ha ospitato la rassegna il maggior numero di volte è stata l'Australia, con tre edizioni, mentre le città di Perth, Roma, Barcellona, Budapest e Fukuoka hanno ospitato due mondiali. Gli inni di entrambe le edizione italiane sono stati scritti da Claudio Baglioni.

## Edizioni
| No.   | Anno | Sede                          | Date                    | Gare | Atleti partecipanti | Paesi partecipanti | Paese vincitore (oro / argento / bronzo) |
| ----- | ---- | ----------------------------- | ----------------------- | ---- | ------------------- | ------------------ | ---------------------------------------- |
| I     | 1973 | Belgrado, Jugoslavia          | 31 agosto - 9 settembre | 37   | 686                 | 47                 | Stati Uniti (15/16/7)                    |
| II    | 1975 | Cali, Colombia                | 19 - 27 luglio          | 37   | 682                 | 49                 | Stati Uniti (16/11/10)                   |
| III   | 1978 | Berlino Ovest, Germania Ovest | 19 - 27 agosto          | 37   | 828                 | 37                 | Stati Uniti (23/14/7)                    |
| IV    | 1982 | Guayaquil, Ecuador            | 29 luglio - 8 agosto    | 37   | 848                 | 52                 | Stati Uniti (13/11/10)                   |
| V     | 1986 | Madrid, Spagna                | 13 - 23 agosto          | 41   | 1119                | 34                 | Germania Est (14/11/4)                   |
| VI    | 1991 | Perth, Australia              | 3 - 13 gennaio          | 45   | 1142                | 60                 | Stati Uniti (17/11/6)                    |
| VII   | 1994 | Roma, Italia                  | 1º - 11 settembre       | 45   | 1400                | 102                | Cina (16/10/2)                           |
| VIII  | 1998 | Perth, Australia              | 8 - 17 gennaio          | 53   | 1371                | 121                | Stati Uniti (15/5/8)                     |
| IX    | 2001 | Fukuoka, Giappone             | 16 - 29 luglio          | 61   | 1498                | 134                | Australia (13/14/6)                      |
| X     | 2003 | Barcellona, Spagna            | 12 - 27 luglio          | 61   | 2015                | 157                | Stati Uniti (12/12/6)                    |
| XI    | 2005 | Montréal, Canada              | 16 - 31 luglio          | 64   | 1784                | 144                | Stati Uniti (17/15/7)                    |
| XII   | 2007 | Melbourne, Australia          | 17 marzo - 1º aprile    | 65   | 2158                | 167                | Stati Uniti (21/14/5)                    |
| XIII  | 2009 | Roma, Italia                  | 19 luglio - 2 agosto    | 65   | 2256                | 183                | Stati Uniti (11/11/7)                    |
| XIV   | 2011 | Shanghai, Cina                | 16 - 31 luglio          | 66   | 2220                | 181                | Stati Uniti (17/6/9)                     |
| XV    | 2013 | Barcellona, Spagna            | 19 luglio - 4 agosto    | 68   | 2293                | 181                | Stati Uniti (15/10/9)                    |
| XVI   | 2015 | Kazan', Russia                | 24 luglio - 9 agosto    | 75   | 2400                | 190                | Cina (15/10/10)                          |
| XVII  | 2017 | Budapest, Ungheria            | 14 - 30 luglio          | 75   | 2360                | 182                | Stati Uniti (21/12/13)                   |
| XVIII | 2019 | Gwangju, Corea del Sud        | 12 - 28 luglio          | 76   | 2623                | 193                | Cina (16/11/3)                           |
| XIX   | 2022 | Budapest, Ungheria            | 18 giugno - 3 luglio    | 74   | 2034                | 185                | Stati Uniti (18/14/17)                   |
| XX    | 2023 | Fukuoka, Giappone             | 14 - 30 luglio          | 75   | 2392                | 195                | Cina (20/8/12)                           |
| XXI   | 2024 | Doha, Qatar                   | 2 - 18 febbraio         | 75   | 2246                | 195                | Cina (23/7/2)                            |
| XXII  | 2025 | Singapore, Singapore          | 11 luglio - 3 agosto    | 77   |                     | 206                | Cina (15/12/10)                          |
| XXIII | 2027 | Budapest, Ungheria            | 26 giugno - 18 luglio   |      |                     |                    |                                          |
| XXIV  | 2029 | Pechino, Cina                 |                         |      |                     |                    |                                          |

## Programma
Il numero totale delle gare è aumentato gradualmente dalle 37 disputate nella prima edizione alle 75 disputate a Kazan' 2015. Nuoto (in vasca olimpica da 50 metri), tuffi, nuoto artistico e pallanuoto hanno fatto parte del programma sin dal 1973, mentre il nuoto di fondo (che dal 2000 al 2010 ha disputato anche una rassegna parallela) è stato introdotto a partire da Perth 1991. Trovano spazio nel campionato anche gare non comprese nel programma olimpico: le gare da 50 m a dorso, rana e delfino sia maschili che femminili (che entreranno a far parte del programma dei Giochi olimpici a partire dall'edizione di Los Angeles 2028), il trampolino da 1 metro dei tuffi, il singolo (olimpico fino a Barcellona 1992) e i programmi liberi del artistico e le gare di fondo dei 5 km individuali e a squadre e dei 25 km. Nel 2013 hanno fatto il loro debutto i tuffi dalle grandi altezze e nel 2015 le gare di nuoto sincronizzato aperte anche al sesso maschile.
Quello che segue è l'elenco completo delle gare in programma con indicato a fianco l'anno di debutto nella rassegna:
| Sport/Gara                | Anno di introduzione | Anno di introduzione |
| Sport/Gara                | uomini               | donne                |
| ------------------------- | -------------------- | -------------------- |
| Nuoto                     | 1973                 | 1973                 |
| 50m stile libero          | 1986                 | 1986                 |
| 100m stile libero         | 1973                 | 1973                 |
| 200m stile libero         | 1973                 | 1973                 |
| 400m stile libero         | 1973                 | 1973                 |
| 800m stile libero         | 2001                 | 1973                 |
| 1500m stile libero        | 1973                 | 2001                 |
| 50m dorso                 | 2001                 | 2001                 |
| 100m dorso                | 1973                 | 1973                 |
| 200m dorso                | 1973                 | 1973                 |
| 50m rana                  | 2001                 | 2001                 |
| 100m rana                 | 1973                 | 1973                 |
| 200m rana                 | 1973                 | 1973                 |
| 50m farfalla              | 2001                 | 2001                 |
| 100m farfalla             | 1973                 | 1973                 |
| 200m farfalla             | 1973                 | 1973                 |
| 200m misti                | 1973                 | 1973                 |
| 400m misti                | 1973                 | 1973                 |
| 4x100m stile libero       | 1973                 | 1973                 |
| 4x200m stile libero       | 1973                 | 1986                 |
| 4x100m misti              | 1973                 | 1973                 |
| 4x100m stile libero mista | 2015                 | 2015                 |
| 4x100m misti mista        | 2015                 | 2015                 |

| Sport/Gara              | Anno di introduzione | Anno di introduzione |
| Sport/Gara              | uomini               | donne                |
| ----------------------- | -------------------- | -------------------- |
| Pallanuoto              | 1973                 | 1986                 |
| Tuffi                   | 1973                 | 1973                 |
| Trampolino 1m           | 1991                 | 1991                 |
| Trampolino 3m           | 1973                 | 1973                 |
| Piattaforma 10m         | 1973                 | 1973                 |
| T3 sincronizzati        | 1998                 | 1998                 |
| T3 sincronizzati misti  | 2015                 | 2015                 |
| P10 sincronizzati       | 1998                 | 1998                 |
| P10 sincronizzati misti | 2015                 | 2015                 |
| Squadra mista           | 2015                 | 2015                 |
| Grandi altezze          | 2013                 | 2013                 |
| Nuoto artistico         | 2015                 | 1973                 |
| Solo                    | 2023                 | 1973                 |
| Solo libero             | 2023                 | 2007                 |
| Duo                     | -                    | 1973                 |
| Duo misto               | 2015                 | 2015                 |
| Duo libero              | -                    | 2007                 |
| Duo libero misto        | 2015                 | 2015                 |
| Squadra                 | -                    | 1973                 |
| Squadra libero          | -                    | 2007                 |
| Combinato               | -                    | 2007                 |
| Nuoto in acque libere   | 1991                 | 1991                 |
| 5 km                    | 1998                 | 1998                 |
| 10 km                   | 2001                 | 2001                 |
| 3 km knockout sprint    | 2025                 | 2025                 |
| 6 km a squadre miste    | 1998                 | 1998                 |

La 5 km a squadre di fondo si è disputata solamente nel 1998 e nel 2005 ed è tornata a Shanghai 2011, salvo essere allungata a 6km da Budapest 2022. La 25 km a squadre, disputata anch'essa nel 1998 e nel 2005 e la 10 km a squadre, disputata solo nel 2005, non fanno più parte del programma.

## Medagliere complessivo
(Aggiornato a Doha 2024. Sono indicate in corsivo le nazioni non più esistenti)

| Posiz. | Nazione                     | Oro  | Argento | Bronzo | Totale |
| ------ | --------------------------- | ---- | ------- | ------ | ------ |
| 1      | Stati Uniti                 | 302  | 246     | 190    | 738    |
| 2      | Cina                        | 207  | 124     | 96     | 427    |
| 3      | Australia                   | 117  | 127     | 90     | 334    |
| 4      | Russia                      | 105  | 73      | 62     | 240    |
| 5      | Italia                      | 51   | 62      | 75     | 188    |
| 6      | Germania Est                | 51   | 44      | 27     | 122    |
| 7      | Ungheria                    | 43   | 34      | 33     | 110    |
| 8      | Germania                    | 42   | 64      | 73     | 179    |
| 9      | Regno Unito                 | 36   | 37      | 65     | 138    |
| 10     | Francia                     | 33   | 37      | 34     | 104    |
| 11     | Canada                      | 30   | 55      | 72     | 157    |
| 12     | Paesi Bassi                 | 24   | 42      | 34     | 100    |
| 13     | Svezia                      | 21   | 21      | 18     | 60     |
| 14     | Giappone                    | 19   | 49      | 79     | 147    |
| 15     | Brasile                     | 17   | 15      | 19     | 51     |
| 16     | Unione Sovietica            | 16   | 28      | 28     | 72     |
| 17     | Spagna                      | 14   | 42      | 35     | 91     |
| 18     | Ucraina                     | 13   | 19      | 30     | 62     |
| 19     | Sudafrica                   | 13   | 7       | 17     | 37     |
| 20     | Germania Ovest              | 8    | 7       | 12     | 27     |
| 21     | Polonia                     | 6    | 11      | 12     | 29     |
| 22     | Grecia                      | 5    | 7       | 9      | 21     |
| 23     | Lituania                    | 5    | 3       | 3      | 11     |
| 24     | Romania                     | 5    | 2       | 8      | 15     |
| 25     | Danimarca                   | 4    | 9       | 8      | 21     |
| 26     | Zimbabwe                    | 4    | 5       | 0      | 9      |
| 27     | Tunisia                     | 4    | 3       | 4      | 11     |
| 28     | Corea del Sud               | 4    | 2       | 5      | 11     |
| 29     | Serbia                      | 4    | 2       | 1      | 7      |
| 30     | Croazia                     | 3    | 3       | 4      | 10     |
| 31     | Finlandia                   | 3    | 2       | 2      | 7      |
| 32     | Messico                     | 2    | 14      | 19     | 35     |
| 33     | Nuova Zelanda               | 2    | 6       | 8      | 16     |
| 34     | Bielorussia                 | 2    | 1       | 3      | 6      |
| 34     | Jugoslavia                  | 2    | 1       | 3      | 6      |
| 36     | Portogallo                  | 2    | 1       | 1      | 4      |
| 37     | Irlanda                     | 2    | 0       | 0      | 2      |
| 38     | Austria                     | 1    | 6       | 6      | 13     |
| 39     | Svizzera                    | 1    | 6       | 2      | 9      |
| 40     | Corea del Nord              | 1    | 3       | 2      | 6      |
| 41     | Hong Kong                   | 1    | 2       | 1      | 4      |
| 41     | Norvegia                    | 1    | 2       | 1      | 4      |
| 43     | Malaysia                    | 1    | 1       | 6      | 8      |
| 44     | Bulgaria                    | 1    | 1       | 4      | 6      |
| 45     | Belgio                      | 1    | 1       | 2      | 4      |
| 45     | Colombia                    | 1    | 1       | 2      | 4      |
| 45     | Costa Rica                  | 1    | 1       | 2      | 4      |
| 45     | Serbia e Montenegro         | 1    | 1       | 2      | 4      |
| 49     | Kazakistan                  | 1    | 0       | 1      | 2      |
| 49     | Suriname                    | 1    | 0       | 0      | 1      |
| 51     | Slovacchia                  | 0    | 3       | 2      | 5      |
| 52     | Rep. Ceca                   | 0    | 3       | 0      | 3      |
| 53     | Cuba                        | 0    | 1       | 1      | 2      |
| 53     | Cecoslovacchia              | 0    | 1       | 1      | 2      |
| 53     | Islanda                     | 0    | 1       | 1      | 2      |
| 53     | Giamaica                    | 0    | 1       | 1      | 2      |
| 57     | Ecuador                     | 0    | 1       | 0      | 1      |
| 57     | Israele                     | 0    | 1       | 0      | 1      |
| 57     | Montenegro                  | 0    | 1       | 0      | 1      |
| 60     | Egitto                      | 0    | 0       | 5      | 5      |
| 61     | Argentina                   | 0    | 0       | 2      | 2      |
| 61     | Atleti Neutrali Autorizzati | 0    | 0       | 2      | 2      |
| 61     | Singapore                   | 0    | 0       | 2      | 2      |
| 64     | Bosnia ed Erzegovina        | 0    | 0       | 1      | 1      |
| 64     | Porto Rico                  | 0    | 0       | 1      | 1      |
| 64     | Trinidad e Tobago           | 0    | 0       | 1      | 1      |
| 64     | Venezuela                   | 0    | 0       | 1      | 1      |
| Totale | Totale                      | 1234 | 1243    | 1231   | 3708   |